# Matt Downs
Pour les articles homonymes, voir Downs.
Russell Matt Downs (né le 19 mars 1984 à Tuscaloosa, Alabama, États-Unis) est un ancien joueur de champ intérieur au baseball. Il évoluait dans les Ligues majeures.

## Ligue mineure
Matt Downs est drafté par les Giants de San Francisco, qui le réclament au 36e tour en 2006. Il connaît du succès en offensive dans les ligues mineures. Il maintient en 2006 une moyenne au bâton de ,310 en Ligue des recrues avec les Giants de la Ligue de l'Arizona, puis frappe pour ,338 en 2007 avec les Volcanoes de Salem-Keizer, dans la Northwest League.
En 2008, il gradue du niveau A au niveau AAA, maintenant une moyenne de ,294 au total avec 20 coups de circuit et 82 points produits en 131 matchs.
Au cours de la saison 2009, Downs maintient une moyenne de ,300 en 109 parties pour les Grizzlies de Fresno, le club-école AAA des Giants de San Francisco. Il obtient également une première chance avec le grand club, étant rappelé en cours de saison pour pallier les problèmes du deuxième but régulier de l'équipe, Emmanuel Burriss, rétrogradé aux mineures.

## Ligue majeure

### Giants de San Francisco
Le 16 juin 2009, trois ans jour pour jour après avoir signé un contrat avec les Giants, Downs fait ses débuts dans les majeures avec San Francisco. Blanchi à sa première rencontre face aux Angels de Los Angeles, il se reprend dès le lendemain contre à la même équipe avec 2 coups sûrs en 3 présence au bâton.
Le 28 juin 2009, il claque son premier circuit en carrière, contre Jeff Suppan des Brewers de Milwaukee.
Lorsqu'il reprend le chemin des mineures à la fin juillet, Downs a participé à 17 parties pour San Francisco. Il montre une moyenne au bâton de ,170 avec neuf coups sûrs, un circuit, deux points produits, six points marqués et un but volé.

### Astros de Houston
Cédé au ballottage par les Giants, il est réclamé le 25 août 2010 par les Astros de Houston.
En 2011, Downs dispute 106 matchs, son plus grand nombre en une année depuis son arrivée dans les majeures. Défensivement, il est utilisé à plusieurs positions de l'avant-champ : surtout le deuxième but, mais aussi les premier et troisième but ainsi que l'arrêt-court. Il est fréquemment employé par les Astros comme frappeur suppléant. Il présente une moyenne au bâton de ,276 avec 10 circuits et 41 points produits. Il frappe pour ,202 de moyenne en 91 parties jouées pour Houston en 2012.

### Marlins de Miami
Downs rejoint les Marlins de Miami le 23 janvier 2013.